# William Charles Redfield
William C. Redfield (26 mars 1789 - 12 février 1857) est un météorologue américain. Il est le premier président de l'Association américaine pour l'avancement des sciences (1848),,,.

## Biographie
Redfield est connu en météorologie pour son observation de la directionnalité des vents dans les ouragans, étant parmi les premiers à proposer que les ouragans sont de grands vortex circulaires. John Farrar avait fait des observations similaires six ans plus tôt.
Redfield organise et est membre de la première expédition au Mont Marcy en 1837; il est le premier à deviner que Marcy est le plus haut sommet des Adirondacks, et donc de New York. Le mont Redfield est nommé en son honneur par Verplanck Colvin. Il est élu membre de la Société américaine de philosophie en 1844 et membre associé de l'Académie américaine des arts et des sciences en 1845.
Lors d'une réunion de l'Association américaine pour l'avancement des sciences, en 1854, Redfield mentionne un passage de tempête dans lequel pas moins de soixante-dix navires étranges avaient fait naufrage, démâté ou endommagé.